# Nicolaus von Below
Georg Ludwig Heinrich Nicolaus von Below (Anklam, 20 de setembro de 1907 – Detmold, 24 de julho de 1983) foi um oficial da Força Aérea Alemã (Luftwaffe) antes e durante a Segunda Guerra Mundial e ajudante pessoal de Adolf Hitler.

## Começo da vida
Below nasceu em 20 de setembro de 1907 no estado de Jargelin próximo a Anklam na Província da Pomerânia. Ele era membro da aristocracia alemã local.

## Serviço nas Forças Armadas
Below era conselheiro do ditador nazista Adolf Hitler em assuntos que relacionavam a Força Aérea Alemã, a Luftwaffe, de 1937 até 1945.  Hitler geralmente não gostava e desconfiava de soldados de descendência aristocrática. Isso se intensificou quando a Alemanha começou a perder a guerra. Mas Below, cuja patente na época era de coronel, era um dos poucos membros do círculo interno de Hitler a continuar a atuar como seu conselheiro por tantos anos.
Entre o natal e o ano novo de 1944, Hitler disse para Below: "Eu sei que a guerra está perdida, o inimigo é muito superior a nós." Mas Hitler, ainda com o atentado de 20 de julho na cabeça, colocava toda a culpa nos "traidores". Ele ainda disse para Below: "Nós nunca vamos nos render! Nós podemos até afundar mas levaremos o mundo conosco." 

## Führerbunker
Em 12 de abril de 1945, Below foi convidado por Albert Speer a assistir a última performance da Orquestra Filarmônica de Berlim antes da cidade ser capturada pelo Exército Vermelho. Ele mais tarde diria: "Aquele concerto nos transportou para outro mundo!" 
Em 15 de abril, Eva Braun se mudou para um quarto próximo ao que Hitler ocupava no Führerbunker. Below escreveu o seguinte sobre ela: "Ela era encantadora e não demonstrou fraqueza até o último momento." 

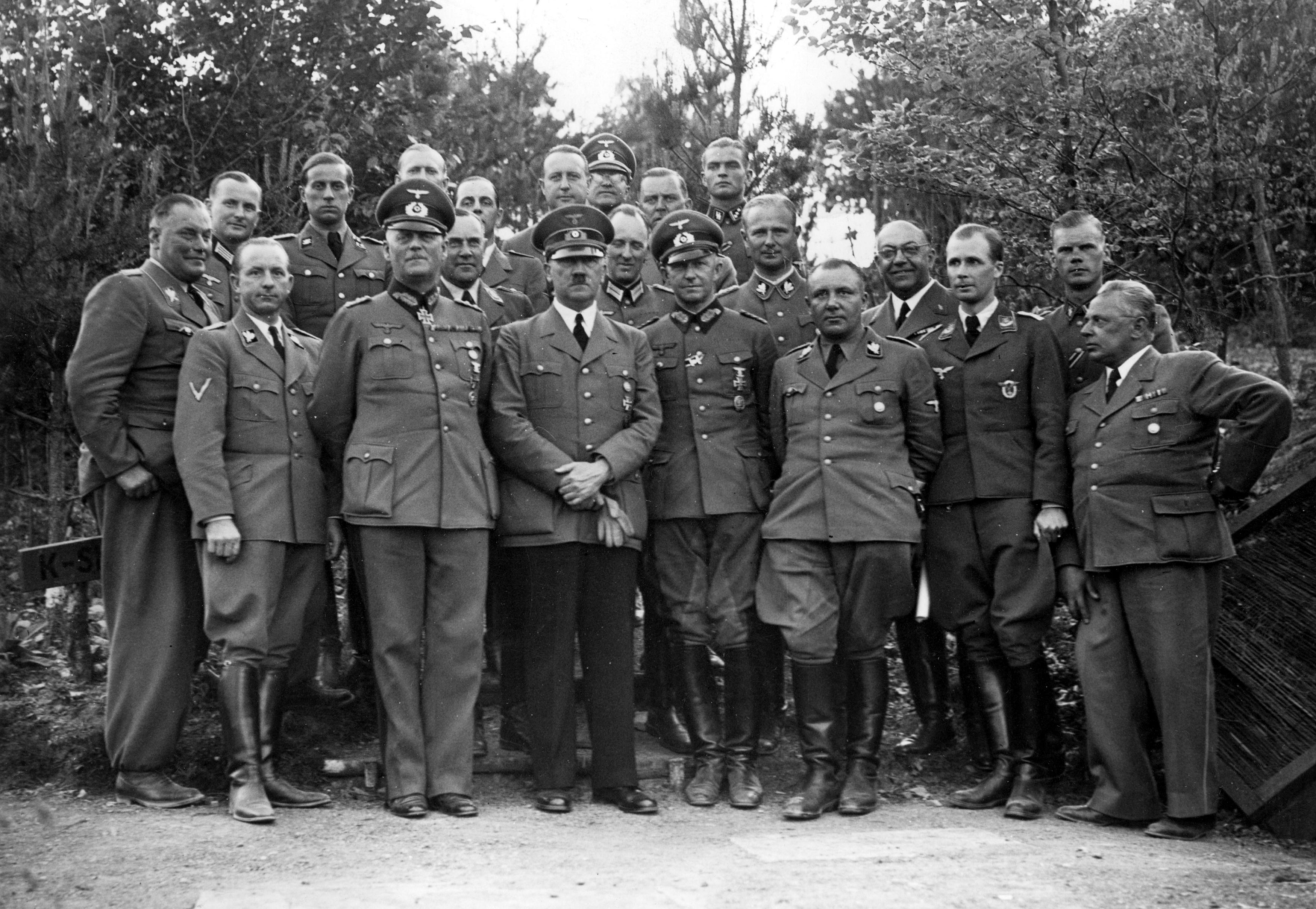
Nicolaus von Below (segundo da direita, na frente) com Hitler e sua equipe em 1940.

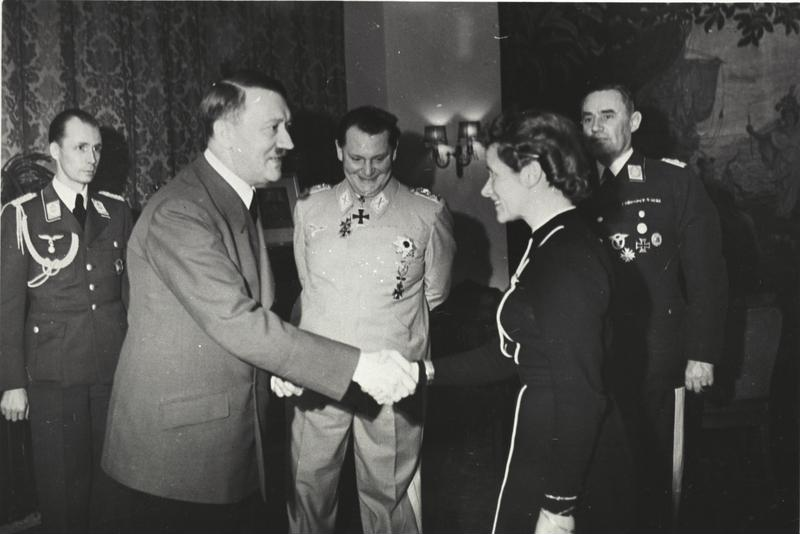
Nicolaus von Below (esquerda) com Hitler, Hermann Göring e Hanna Reitsch em 1941.

Em 29 de abril, após o casamento de Hitler e Eva Braun, Below foi uma testemunha "não-oficial" do testamento político de Adolf Hitler. Ele não assinou o documento.  Below deixou Berlim em 30 de abril de 1945.

## Pós-guerra
Foi preso pelos britânicos em 1946 e mantido até 1948. Após a guerra, Below escreveu um livro de memórias de suas experiências como ajudante de Hitler de 1937 a 1945,  "Als Hitlers Adjutant 1937-1945" (1980), traduzido como "At Hitler's Side", em 2001. Morreu em 24 de julho de 1983 em Detmold, na Alemanha Ocidental.